# Clubiona alluaudi
Clubiona alluaudi är en spindelart som beskrevs av Simon 1898. Clubiona alluaudi ingår i släktet Clubiona och familjen säckspindlar.
Artens utbredningsområde är Mauritius. Inga underarter finns listade i Catalogue of Life.